# Velódromo de Ereván

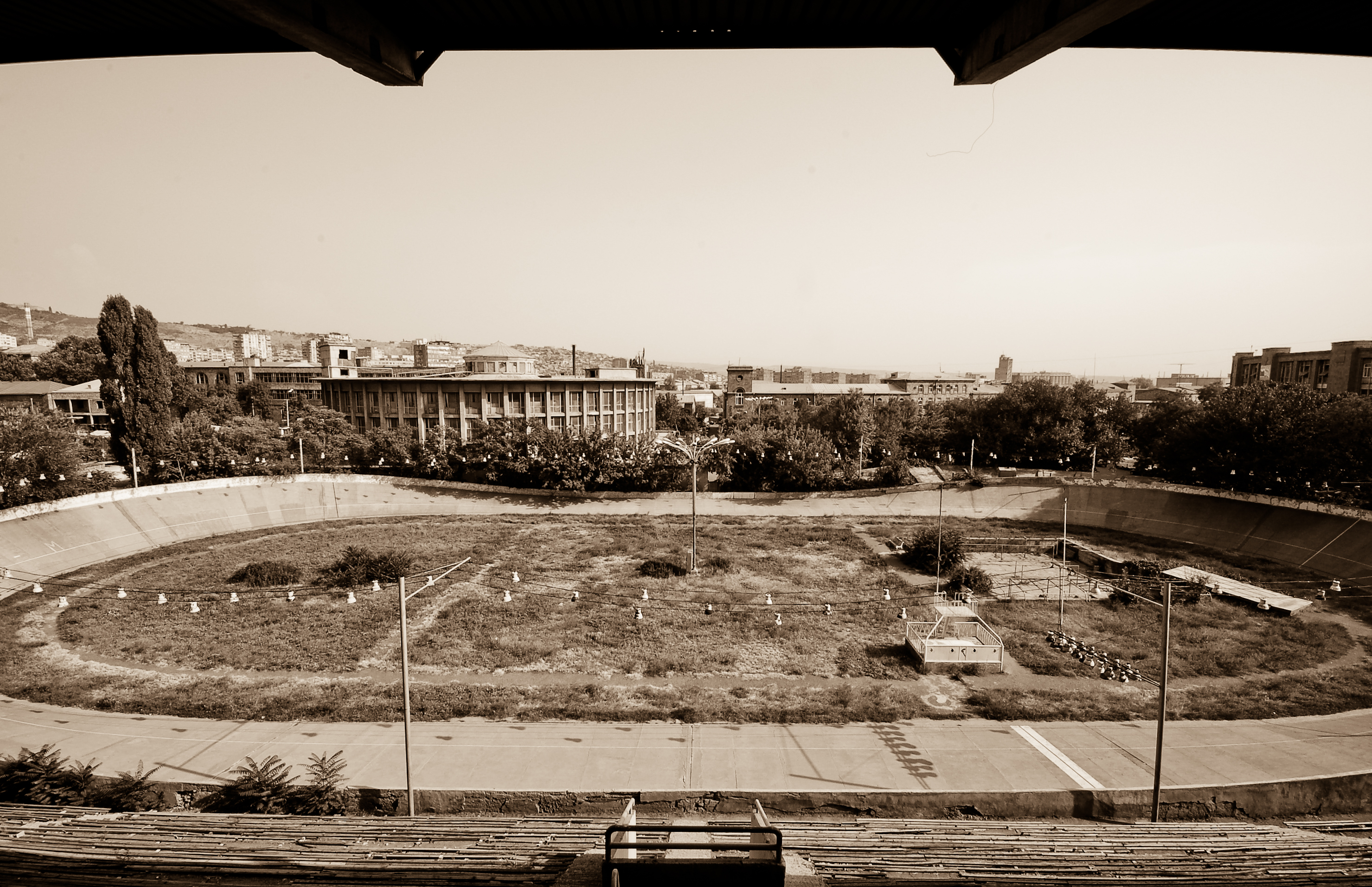
Vista del velódromo antiguo

El Velódromo de Ereván es un velódromo o pista de ciclismo lal aire libre en la ciudad de Ereván, la capital de Armenia. Ubicado en la avenida Almirante Isakov es propiedad de la municipalidad de Ereván, posee una pista de 250 metros de largo que capaz de albergar eventos internacionales. El velódromo tiene una capacidad de 3.200 asientos con techo de madera laminada y cubre una superficie total de 3.200 metros cuadrados. Fue construido para reemplazar el viejo velódromo que más tarde sería demolido en 2012. La construcción de la instalación comenzó en junio de 2010 y se terminó en septiembre de 2011. Fue inaugurado oficialmente el 15 de septiembre de 2011 con la presencia del presidente de Armenia, Serge Sarkisian.